# Мироненко Алла Петрівна
А́лла Петрі́вна Миро́ненко (нар. 19 січня 1956, Чу, Казахська РСР) — українська лікарка-вірусолог. Доктор медичних наук (2001), професор медицини (2018).

## Життєпис
Народилася в місті Чу Казахської РСР. 1979 року закінчила Київський медичний інститут, після чого почала працювати в Інституті епідеміології та інфекційних хвороб НАМН України. Протягом 1985—1988 років викладала у Київському інституті удосконалення лікарів.
З 1992 по 2001 рік обіймала посаду завідувачки лабораторії грипу Інституті епідеміології та інфекційних хвороб. 2001 року отримала вчений ступінь доктора медичних наук. Протягом 2001—2009 років — провідний науковий співробітник, а від 2009 року — завідувачка відділу респіраторних та інших вірусних інфекцій, керівник «Центру грипу».
Основним напрямком досліджень Алли Мироненко є молекулярно-генетичний та антигенний моніторинг грипу та інших респіраторних вірусних інфекцій.